# قائمة قرارات مجلس الأمن التابع للأمم المتحدة لعام 1950
تتضمن قائمة قرارات مجلس الأمن التابع للأمم المتحدة لعام 1950 جميع القرارات الصادرة عن مجلس الأمن التابع للأمم المتحدة خلال العام 1950.

## القائمة
| رقم القرار | الرمز           | نص القرار                         | موضوع القرار                                           |
| ---------- | --------------- | --------------------------------- | ------------------------------------------------------ |
| 79         | S/RES/79 (1950) | نص الوثيقة على موقع الأمم المتحدة | التظيم والحد من الأسلحة                                |
| 80         | S/RES/80 (1950) | نص الوثيقة على موقع الأمم المتحدة | مسألة الهند وباكستان                                   |
| 81         | S/RES/81 (1950) | نص الوثيقة على موقع الأمم المتحدة | إجراءات تعيين الوسطاء للنزاعات المرفوعة إلى مجلس الأمن |
| 82         | S/RES/82 (1950) | نص الوثيقة على موقع الأمم المتحدة | شكوى الاعتداء على جمهورية كوريا                        |
| 83         | S/RES/83 (1950) | نص الوثيقة على موقع الأمم المتحدة | شكوى الاعتداء على جمهورية كوريا                        |
| 84         | S/RES/84 (1950) | نص الوثيقة على موقع الأمم المتحدة | شكوى الاعتداء على جمهورية كوريا                        |
| 85         | S/RES/85 (1950) | نص الوثيقة على موقع الأمم المتحدة | شكوى الاعتداء على جمهورية كوريا                        |
| 86         | S/RES/86 (1950) | نص الوثيقة على موقع الأمم المتحدة | قبول أعضاء جدد في الأمم المتحدة: إندونيسيا             |
| 87         | S/RES/87 (1950) | نص الوثيقة على موقع الأمم المتحدة | شكوى الهجوم المسلح على تايوان                          |
| 88         | S/RES/88 (1950) | نص الوثيقة على موقع الأمم المتحدة | شكوى الاعتداء على جمهورية كوريا                        |
| 89         | S/RES/89 (1950) | نص الوثيقة على موقع الأمم المتحدة | مسألة فلسطين                                           |

## المرجع
1. ↑  "Security Council Resolutions" (بالإنجليزية). الأمم المتحدة. Archived from the original on 2018-10-22. Retrieved 22 شباط / فبراير 2017. {{استشهاد ويب}}: تحقق من التاريخ في: |تاريخ الوصول= (help)